# 河内町戸野
河内町戸野（こうちちょうとの）とは、広島県東広島市の大字。全域で住居表示未実施である。

## 概要
河内地区北西部、旧戸野村域に位置しており、町域を横断する沼田川沿岸を中心に集落が広がる。町域全体が農村地帯となっており、シイタケや戸野白菜と呼ばれるハクサイの生産が盛んである。
平安時代には現河内地区北部を指す「登能郷」という表現が見られる。また江戸時代には「殿村」とも表記された。
かつての「戸野」は現在の福富町上戸野を含んだ大きなものであったが、1958年に分離された（後述）。

## 沿革
- 1889年（明治22年）4月1日 - 町村制施行。豊田郡戸野村、宇山村、造賀村が合併し、新たに戸野村が発足する。旧戸野村域は「戸野」として戸野村の大字となり、同村の役場を置く[2][3]。
- 1955年（昭和30年）3月31日 - 豊田郡戸野村、豊田村、河内町が合併し、新たに河内町が発足する。戸野は河内町の大字となる[2][3]。
- 1956年（昭和31年）4月1日 - 河内町の所属郡が豊田郡から賀茂郡に変更になる[4]。
- 1958年（昭和33年）4月1日 - 戸野の一部を上戸野（現：福富町上戸野）として分離し、福富町に編入する[2][4]。
- 1958年（昭和33年）8月1日 - 福富町上戸野と境界変更[2][4]。
- 2005年（平成17年）2月7日 - 河内町他4町が東広島市に編入される。戸野は「河内町戸野」として東広島市の大字となる[5]。

## 交通

### 鉄道
町内に鉄道路線は通っていない。最寄り駅は入野駅、河内駅（共にJR山陽本線）など。

### バス
芸陽バスの路線バスならびに、東広島市のコミュニティバス「河内あゆピチふれあい号」が運行されている。

#### 芸陽バス
- 豊栄 - 久芳 - 戸野 - 河内駅

#### 河内あゆピチふれあい号
- 河内駅 - 小田・宇山・出合宮 - 上戸野
- 上戸野 - 出合宮・小田 - 河内駅

### 道路

#### 主要地方道
- 広島県道33号瀬野川福富本郷線

#### 一般地方道
- 広島県道342号別府河内線
- 広島県道352号高屋河戸線

## 施設・名所など
- 東広島市戸野地域センター
- 品立寺
- 白龍神社
- 大宮神社
- 鷹城跡
- 常友城跡

## 学区
公立小・中学校に通学する場合、河内小学校ならびに河内中学校に通学することになる。

## 面積
2020年時点での面積は9.030150115km2である。

## 世帯数・人口
2024年11月末での世帯数は138世帯、人口は265人である。